# Paul Nicholls
Paul Gerald Greenhalg, más conocido como Paul Nicholls (12 de abril de 1979, Bolton, Lacanshire, Inglaterra), es un actor británico conocido por haber interpretado a Joe Wicks en EastEnders (1996-1997) y a Terry Sydenham en City Central (1998-1999).

## Biografía
Es hijo de Paul y Julie Greenhalgh. En diciembre del 2002 Nicholls comenzó a salir con la actriz y cantante estadounidense Jennifer Love Hewitt, a quien conoció durante el rodaje de la película If Only, la relación terminó en febrero del 2003.
Salió con la modelo y actriz porno británica Linsey Dawn McKenzie y con la actriz y cantante británica Martine McCutcheon, quien actuó en EastEnders.
El 2 de agosto de 2008 contrajo matrimonio con la modelo Chantal Brown, en una ceremonia cerca de su casa en Hampstead, North London.

## Carrera
Sus apariciones televisivas más recientes incluyen la adaptación de la BBC de los Cuentos de Canterbury con Julie Walters y el episodio final de la tercera temporada de la serie La movida, en el cual tenía el papel de un afamado ladrón de arte llamado Adam Rice.
Sus apariciones cinematográficas incluyen el drama adaptado en la Primera Guerra Mundial The Trench (1999), la adaptación de Trevor Bentham de la obra de 1776 The Clandestine Marrige (1999), Goodbye Charlie Bright de Nick Love (2001), If Only (2004) y Bridget Jones: The Edge of Reason (2004).
Su primer rol significativo fue el de Billy Fisher en una producción de Billy Liar en el Bush Theatre, Londres (1998). Su debut en el West End Theatre fue en Long Day's Journey Into Night de Eugene O'Neill, en el cual su personaje se llamaba Edmund Tyrone.
En 2012 se unió el elenco principal de la serie Law & Order: UK donde interpreta al Detective Sargento Samuel "Sam" Casey, quien se une al equipo para reemplazar e investigar la muerte del Detective Sargento Matt Devlin (Jamie Bamber).  En febrero de 2013 se anunció que Paul dejaría la serie durante el sexto episodio de la séptima temporada.
El 11 de mayo del mismo año apareció como invitado en la serie médica Holby City donde interpretó al enfermero Simon Marshall hasta el 10 de julio del mismo año.

## Filmografía

### Series de televisión
| Año         | Serie                       | Personaje              | Notas                                   |
| ----------- | --------------------------- | ---------------------- | --------------------------------------- |
| 2016        | In the Club                 | Nathan                 | 3 episodios - miniserie                 |
| 2016        | Grantchester                | Reggie Lawson          | episodio # 2.4                          |
| 2016        | Death in Paradise           | Jay Croker             | episodio # 5.3                          |
| 2011 - 2013 | Law & Order: UK             | Detective Sam Casey    | 13 episodios                            |
| 2013        | Great Night Out             | Scott                  | episodio # 1.4                          |
| 2012        | The Fear                    | Cal                    | 4 episodios - miniserie                 |
| 2012        | Holby City                  | Simon Marshall         | 7 episodios                             |
| 2012        | Midsomer Murders            | Dave Foxely            | episodio "A Rare Bird"                  |
| 2011        | Candy Cabs                  | Tony McQueen           | 3 episodios                             |
| 2011        | Secret Diary of a Call Girl | Harry Keegan           | 3 episodios                             |
| 2008        | Harley Street               | Dr. Robert Fielding    | 6 episodios                             |
| 2008        | Bonekickers                 | James                  | episodio "Army of God"                  |
| 2008        | The Passion                 | Judas                  | 4 episodios - miniserie                 |
| 2008        | Fairy Tales                 | Connor Gruff           | episodio "Billy Goat" - miniserie       |
| 2006        | Hustle                      | Adam Rice              | episodio "Law and Corruption"           |
| 2004        | A Thing Called Love         | Gary Scant             | 6 episodios                             |
| 2003        | Blue Dove                   | Nick Weston            | miniserie                               |
| 2003        | Canterbury Tales            | Jerome                 | episodio "The Wife of Bath" - miniserie |
| 2001        | Table 12                    | Ol                     | episodio "Settling Up"                  |
| 1999        | The Passion                 | Daniel                 | -                                       |
| 1998 - 1999 | City Central                | Oficial Terry Sydenham | 12 episodios                            |
| 1996 - 1997 | EastEnders                  | Joe Wicks              | 152 episodios                           |
| 1996        | Out of the Blue             | Matt Pearson           | episodio # 2.1                          |
| 1995        | The Biz                     | Tim Marshall           | -                                       |
| 1994        | Earthfasts                  | David                  | 5 episodios                             |

### Películas
| Año  | Título                            | Personaje                | Notas                                                                                                 |
| ---- | --------------------------------- | ------------------------ | --- |
| 2013 | A Long Way from Home              | -                        | junto a Natalie Dormer, James Fox y Brenda Fricker                                                    |
| 2012 | Lake Placid: The Final Chapter    | Ryan Loflin              | junto a Elisabeth Röhm, Yancy Butler, Poppy Lee Friar y Benedict Smith                                |
| 2012 | Life Just Is                      | Bobby                    | junto a Will de Meo, Jack Gordon, Nathaniel Martello-White, Fiona Ryan, Jayne Wisener y Rachel Bright |
| 2008 | Faintheart                        | Gary                     | junto a Eddie Marsan, Ewen Bremner, Jessica Hynes y Bronagh Gallagher                                 |
| 2007 | Clapham Junction                  | Terry                    | junto a Rachael Blake, Samantha Bond, Rupert Graves y David Leon                                      |
| 2007 | Marple: Towards Zero              | Ted Latimer              | junto a Geraldine McEwan, Julian Sands, Greg Wise, Saffron Burrows, Tom Baker y Eileen Atkins         |
| 2004 | Bridget Jones: The Edge of Reason | Jed                      | junto a Renée Zellweger, Colin Firth, Gemma Jones y Jim Broadbent                                     |
| 2004 | Gunpowder, Treason & Plot         | Lord Darnley             | junto a Clémence Poésy, Catherine McCormack, Robert Carlyle, Tim McInnerny y Michael Fassbender       |
| 2004 | If Only                           | Ian Wyndham              | junto a Jennifer Love Hewitt, Tom Wilkinson y Lucy Davenport                                          |
| 2003 | The Ride                          | Ruben                    | junto a Andrew-Lee Potts, Massimo Ghini, Sienna Miller y Jürgen Lehmann                               |
| 2001 | Goodbye Charlie Bright            | Charlie Bright           | junto a Phil Daniels, Jamie Foreman, Danny Dyer, David Thewlis y Nicola Stapleton                     |
| 2000 | Self Help                         | Greene                   | corto - junto a Jason Buckham, Marcin Komorowski, James Payton y Eddie Webber                         |
| 1999 | The Clandestine Marriage          | Richard Lovewell         | junto a Nigel Hawthorne, Joan Collins, Timothy Spall y Tom Hollander                                  |
| 1999 | La Trinchera (The Trench)         | Soldado Billy Macfarlane | junto a Daniel Craig, Danny Dyer, James D'Arcy, Ciarán McMenamin y Cillian Murphy                     |
| 1999 | Love Story                        | Seth                     | junto a Jamie Foreman, Patsy Palmer, Ewen Bremner y David Thewlis                                     |

### Narrador
| Año  | Grupo                       | Canción                           |
| ---- | --------------------------- | --------------------------------- |
| 2009 | The Real Hustle             | 10 episodios                      |
| 2006 | The Beginner's Guide to     | presentador - episodio "Hinduism" |
| 2006 | Girls Aloud: Off the Record | 6 episodios                       |

### Teatro
| Año  | Obra                            | Personaje   | Director     | Teatro                      | Notas                                                          |
| ---- | ------------------------------- | ----------- | ------------ | --------------------------- | -------------------------------------------------------------- |
| 2005 | Festen                          | Christian   | Rufus Norris | Lyric Theatre               | junto a William Beck, Morven Christie, Susannah Wise y Sam Cox |
| 2002 | The Promise                     | Marat       | -            | Tricycle Theatre            | -                                                              |
| 2002 | Vincent in Brixton              | Sam Plowman | -            | National y Wyndhams Theatre | -                                                              |
| 2000 | Long Day's Journey Into Night   | Edmund      | -            | Lyric Theatre               | junto a Jessica Lange, Charles Dance y Paul Rudd               |
| 2000 | Mrs Steinberg and The Byker Boy | Matty       | -            | Bush Theatre                | -                                                              |
| 1998 | Billy Liar                      | -           | -            | King's Head Theatre         | -                                                              |

## Premios y nominaciones
| Año  | Categoría             | Premio                    | Serie      | Resultado |
| ---- | --------------------- | ------------------------- | ---------- | --------- |
| 1997 | Most Popular Actor    | National Television Award | EastEnders | Nominado  |
| 1996 | Most Popular Newcomer | National Television Award | EastEnders | Nominado  |